# (6458) Nouda
(6458) Nouda (1992 TD1) – planetoida z pasa głównego asteroid okrążająca Słońce w ciągu 4,08 lat w średniej odległości 2,55 j.a. Odkryta 2 października 1992 roku.